# Bilca
Bilca es una comuna ubicada en el distrito de Suceava, Rumania.

## Superficie
Posee una superficie de 22,66 kilómetros cuadrados.

## Demografía
Hasta 2021 la población era de 3930 habitantes, con una densidad de población de 173,4 habitantes por kilómetro cuadrado.